# Musée des zones humides de Ghar El Melh
Le musée des zones humides de Ghar El Melh est un musée situé à Ghar El Melh en Tunisie.

## Bâtiment
Le musée se trouve au sein du Borj El Loutani, appelé aussi Borj Sidi Ali el-Mekki. Ce fort ottoman, construit en 1659, donne sur le vieux port et a été utilisé comme garnison et comme prison. Sous l'impulsion des ingénieurs morisques, la fortification du XVIIe siècle adopte la technique de la « maçonnerie creuse » qui apparaît comme la principale caractéristique de cette nouvelle école. Ce fort figurent parmi leurs œuvres. Il a subi une forte dégradation à la suite de sa transformation en prison civile (karraka), probablement dès 1881, date du début du protectorat français de Tunisie. En 1922, il est classé monument historique. En 1964, il cesse d'être une prison puis est désaffecté. Le gouvernement tunisien entreprend, à partir de 1990, un vaste programme de restauration et de mise en valeur de ce monument.
Le centre national des zones humides, appelé aussi « Dar El Bhira », est inauguré le 25 avril 2013 à l'initiative de la direction nationale des forêts et du WWF, mais le musée n'ouvre ses portes au public qu'en 2017,.

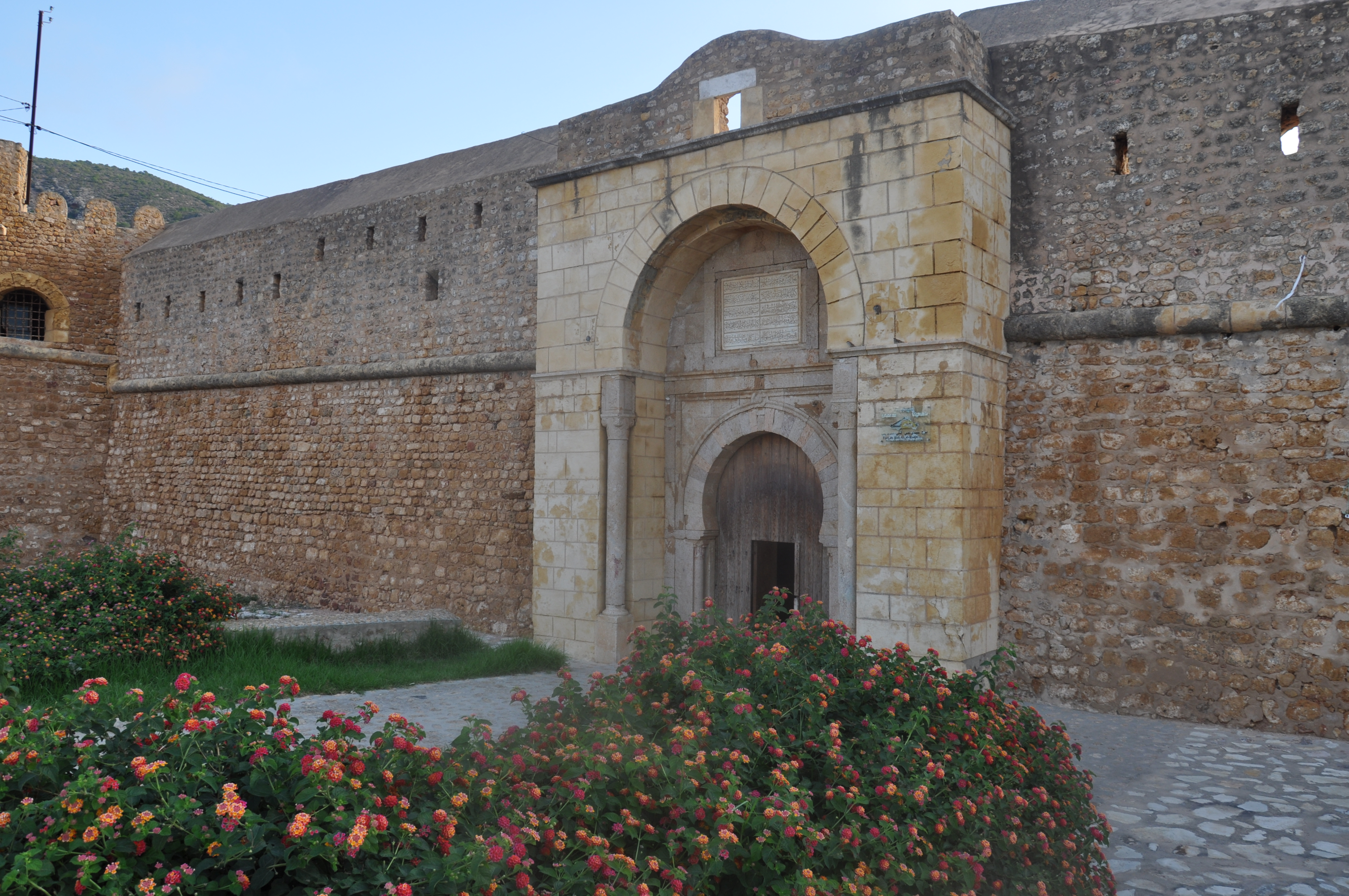
Entrée du fort.
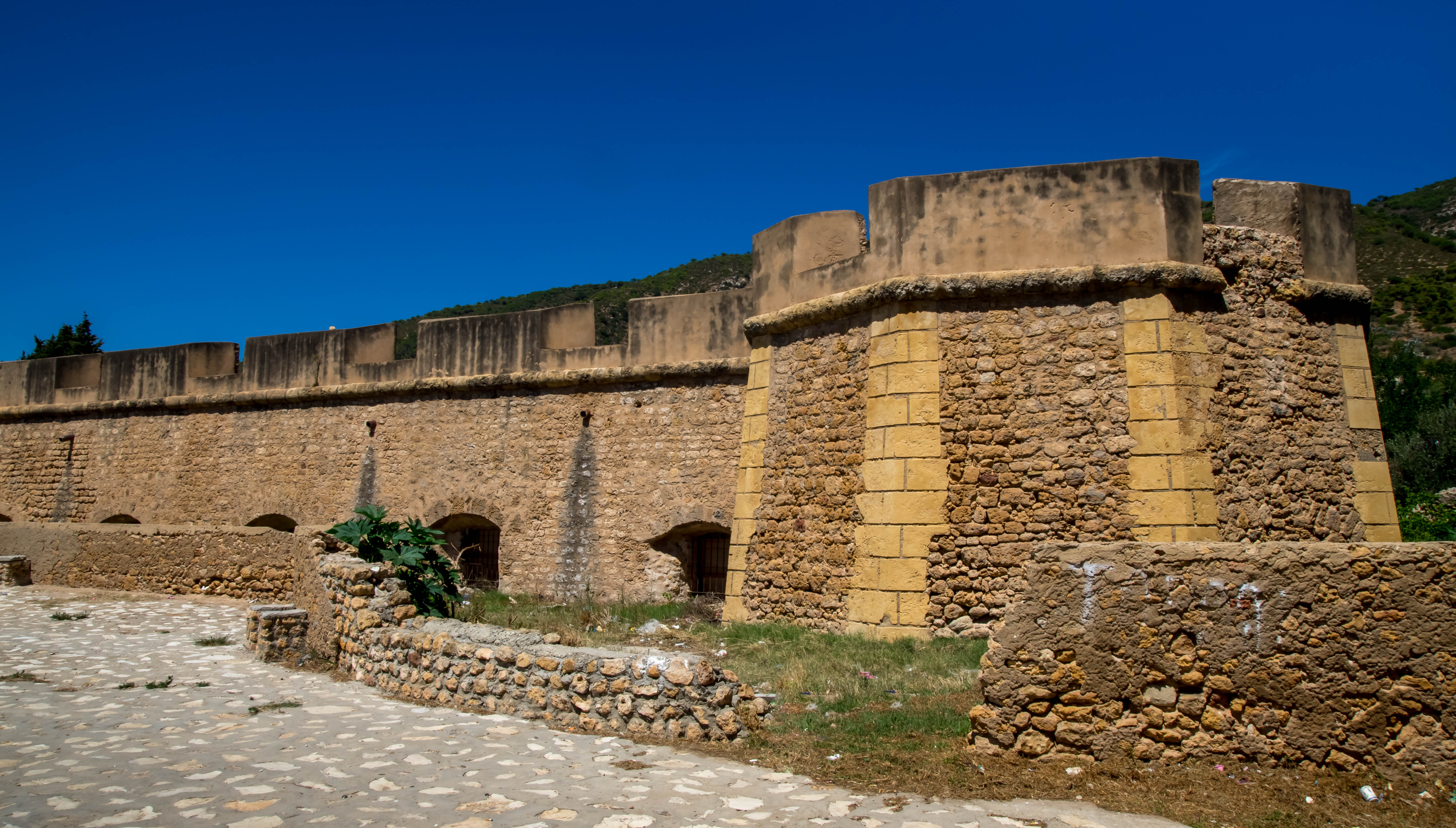
Vue des fortifications.
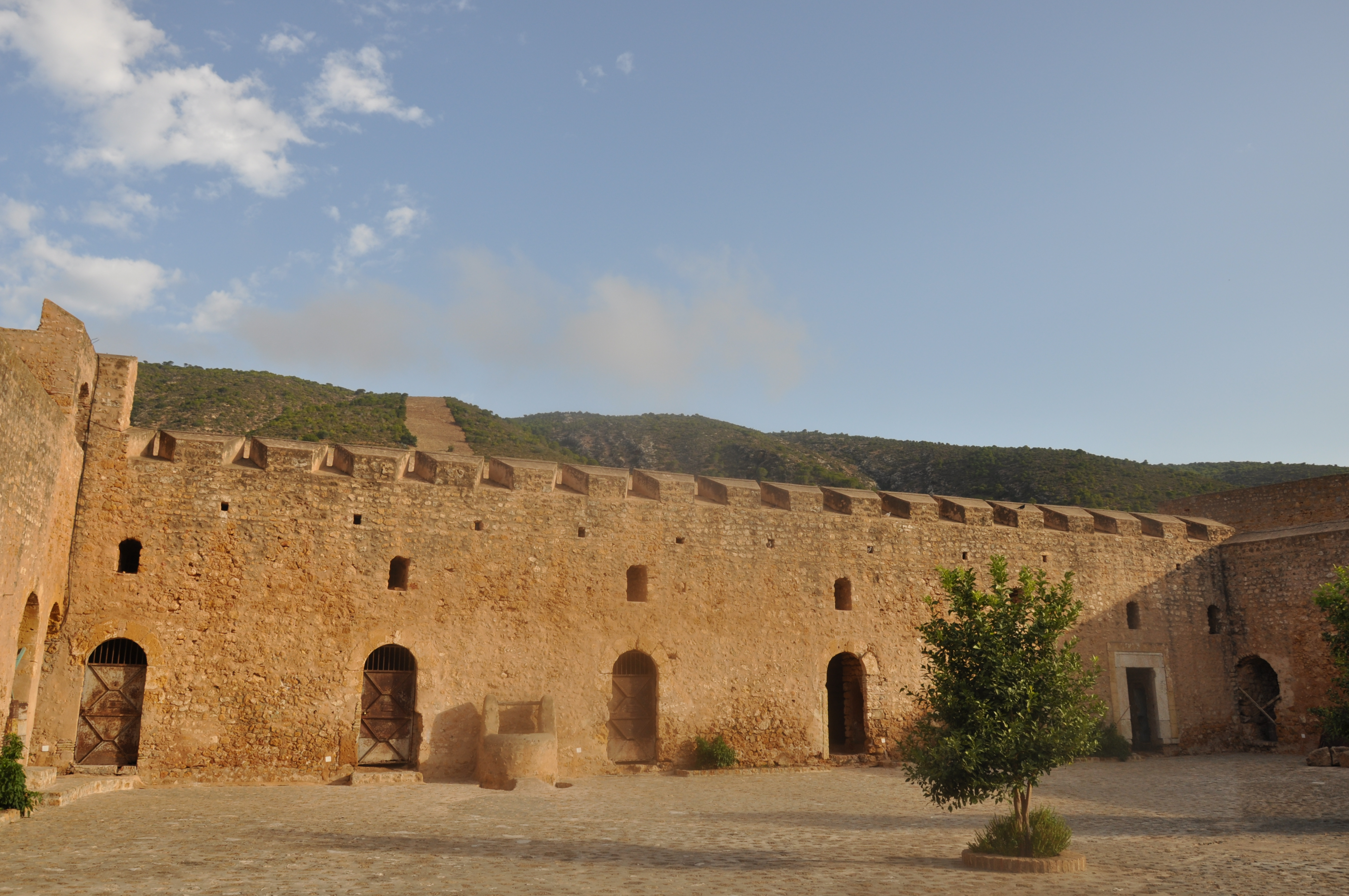
Vue de la cour du fort.

## Collections
Le musée s'articule autour de deux salles. La première présente les zones humides tunisiennes, dont les sites Ramsar. La deuxième traite de l'écosystème de la lagune de Ghar El Melh, des activités de la région comme la pêche ou l'agriculture et de l'histoire de la région à travers notamment la piraterie,.